# تسرنیتس
تسرنیتس (به آلمانی: Zernitz) یک منطقهٔ مسکونی در آلمان است که در تسربست واقع شده‌است. تسرنیتس ۲۶۴ نفر جمعیت دارد.